# Erinaceus
Az Erinaceus az emlősök (Mammalia) osztályának Eulipotyphla rendjébe, ezen belül a sünfélék (Erinaceidae) családjába és a tüskés sünök (Erinaceinae) alcsaládjába tartozó nem.
Alcsaládjának a típusneme.

## Előfordulásuk
Az Erinaceus-fajok előfordulási területe Európa és Ázsia. A Brit-szigetektől kezdve egészen a Koreai-félszigetig találhatók meg. A Közel-Kelet északi részén is jelen vannak.

## Rendszerezés
A nembe az alábbi 4 faj tartozik:
- kínai sün (Erinaceus amurensis) Schrenk, 1858
- Erinaceus concolor Martin, 1838
- európai sün (Erinaceus europaeus) Linnaeus, 1758 - típusfaj
- keleti sün (Erinaceus roumanicus) Barrett-Hamilton, 1900